# Lonchura maja
Il cappuccino testa bianca (Lonchura maja Linneo, 1766) è un uccello passeriforme appartenente alla famiglia degli estrildidi.

## Distribuzione edhabitat
Questo uccello è originario della penisola malese e delle isole di Sumatra e Giava: è stato tuttavia introdotto con successo anche in Portogallo, Giappone e a Taiwan.
L'habitat del cappuccino testa bianca è costituito dalle aree erbose o cespugliose sul limitare di macchie alberate più o meno estese: questa specie si dimostra tuttavia piuttosto adattabile e colonizza senza problemi anche campi coltivati a graminacee e riso, canneti e acquitrini.

## Descrizione

### Dimensioni
Misura circa 12 cm, compresa la coda.

### Aspetto

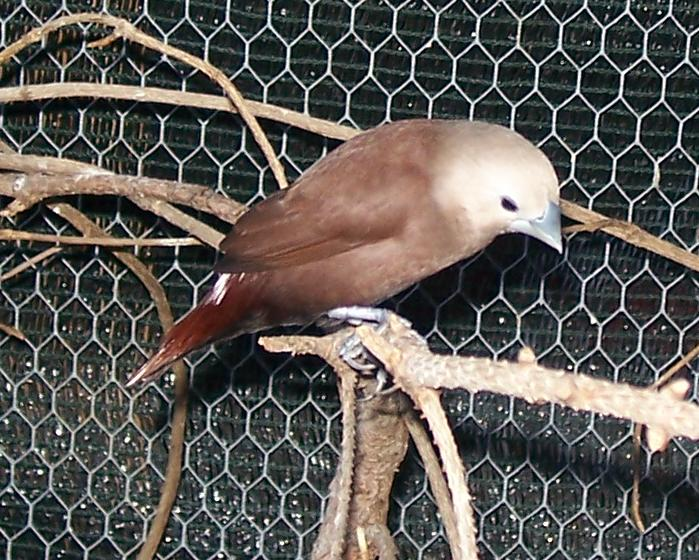
Un esemplare maschio in voliera.

Si tratta di un uccelletto dall'aspetto robusto, caratterizzato dalla presenza di un forte becco tozzo e di forma conica.

Il piumaggio è di colore bruno piuttosto scuro, su tutto il corpo, con tendenza a scurirsi su ali e coda fino a divenire bruno nerastro, mentre sul codione la colorazione assume tonalità rosso-ruggine: sulla testa è presente un cappuccio di colore bianco-crema (da cui deriva il nome comune della specie), che si estende fino al collo ed al petto, dove sfuma nel bruno: a parità d'età, nei maschi il cappuccio appare di colorazione più chiara rispetto a quanto riscontrabile nelle femmine, ma si tratta di un dato molto suscettibile a variazioni individuali di tonalità ed estensione, perciò si può dire che in questa specie (come del resto nella stragrande maggioranza delle specie congeneri) il dimorfismo sessuale è praticamente inesistente.

## Biologia
Il cappuccino testa bianca ha abitudini diurne: esso tende a riunirsi in stormi anche di una certa entità, spesso assieme anche ad altre specie (come ad esempio il padda), che passano la maggior parte del tempo al suolo alla ricerca di cibo, rifugiandosi poi fra gli alberi al calar delle tenebre.

### Alimentazione
Si tratta di una specie essenzialmente granivora, che grazie al forte becco riesce ad avere ragione dell'involucro di moltissime varietà di piccoli semi, privilegiando quelli ancora immaturi o appena germogliati di graminacee e riso. Questi uccelli integrano inoltre la propria dieta con germogli, bacche, frutti e piccoli insetti volanti.

### Riproduzione
La riproduzione può avvenire durante tutto l'anno, tuttavia questi uccelli tendono a concentrare gli eventi riproduttivi alla fine della stagione delle piogge, per assicurare ai nascituri una maggiore quantità di cibo; la coppia costruisce il nido, che ha una forma sferica con ingresso laterale, utilizzando steli d'erba e foglie di bambù, ubicandolo fra la vegetazione o nell'erba alta a circa un metro da terra.

All'interno del nido la femmina depone 3-7 uova, che vengono covate a turno da entrambi i partner e schiudono dopo circa due settimane: i nidiacei, ciechi ed implumi alla schiusa, vengono accuditi da ambedue i genitori e sono pronti per l'involo attorno alle tre settimane di vita, tuttavia essi tendono a rimanere nei pressi del nido per almeno un'ulteriore settimana, tornandovi a dormire durante la notte e chiedendo sporadicamente l'imbeccata ai genitori.